# Tiocarbamato

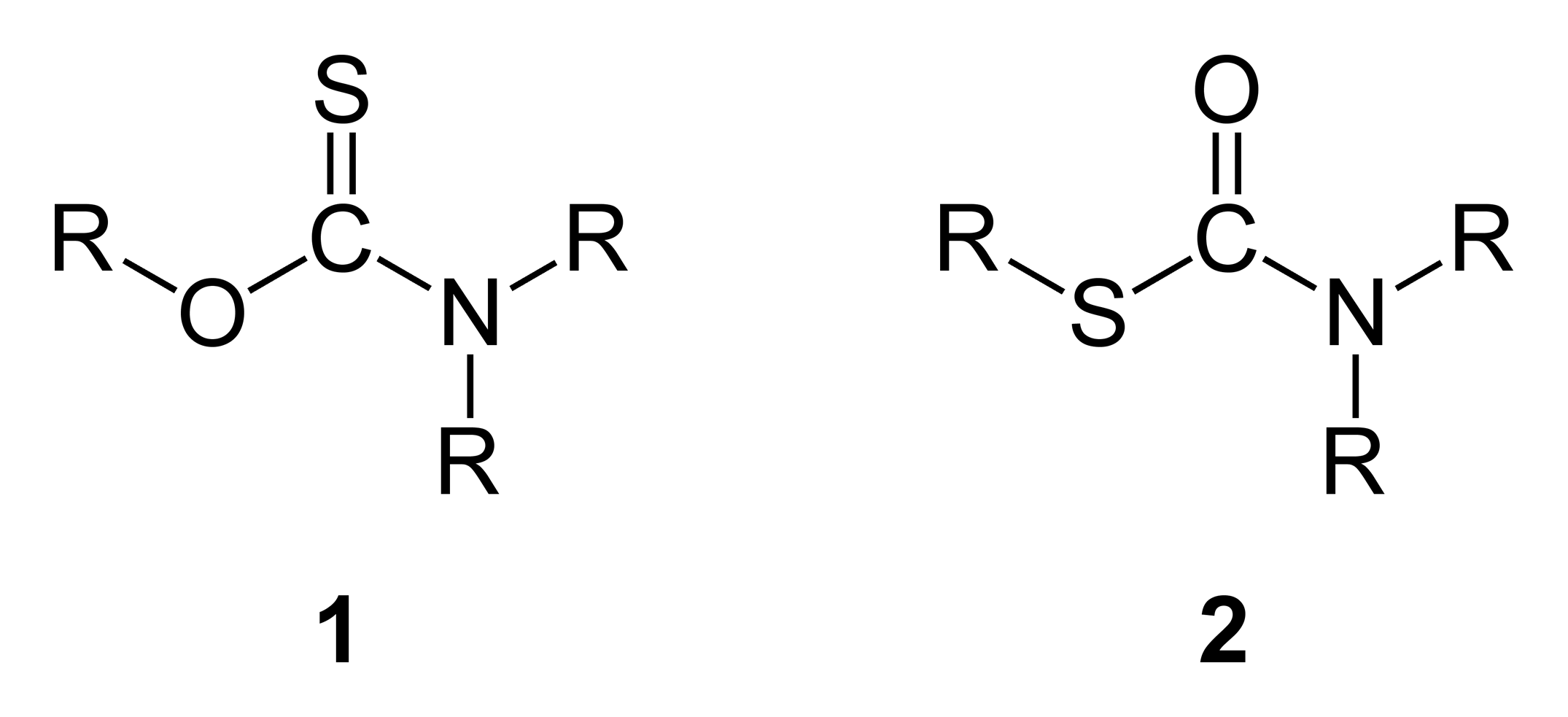
Fórmulas estructurales generales de los tiocarbamatos. El radical orgánico sustituyente puede estar unido al oxígeno, formando un éster (1) o al azufre, en cuyo caso sería un tioéster (2)

En química orgánica, los tiocarbamatos (tiouretanos ) son un grupo de compuestos organosulfurados, sales o ésteres, derivados del ácido tiocarbámico; es decir, carbamatos en los que uno de los oxígenos del grupo carboxilo ha sido sustituido por un heteroátomo de azufre. Pueden presentarse en dos formas isoméricas: O -tiocarbamatos,ROC(=S)NR
2 (ésteres) y S -tiocarbamatos,RSC(=O)NR
2 (tioésteres).

## Síntesis
Los tiocarbamatos se pueden obtener mediante la reacción del agua o de alcoholes con  tiocianatos (síntesis de tiocarbamato de Riemschneider):
{\displaystyle {\ce {RSCN + H2O -> RSC(=O)NH2}}}
{\displaystyle {\ce {RSCN + R'OH -> RSC(=O)NR'H}}}
Similares reacciones pueden darse entre alcoholes y cloruros de tiocarbamoilo, como el cloruro de dimetiltiocarbamoilo, así como entre tioles y cianatos. El herbicida cicloato se produce de la siguiente manera:
{\displaystyle {\ce {C6H11(C2H5)NCOCl + C2H5SH -> C6H11(C2H5)NCOSC2H5 + HCl}}}
Otros herbicidas tiocarbámicos relacionados incluyen el vernolato, (C3H7)2 NCOSC3H7  y trialato, (i-C3H7)2 NCOSCH2CCl=CCl2 .
{\displaystyle {\ce {2R2NH + COS -> [R2NH2+][R2N-COS^{-}]}}}

## Reactividad
Mediante reacción de reordenamiento de Newman-Kwart, los O -tiocarbamatos pueden isomerizarse a S-tiocarbamatos. Esta reacción, que generalmente requiere altas temperaturas, supone un método importante en la síntesis de tiofenoles.

## Presencia natural

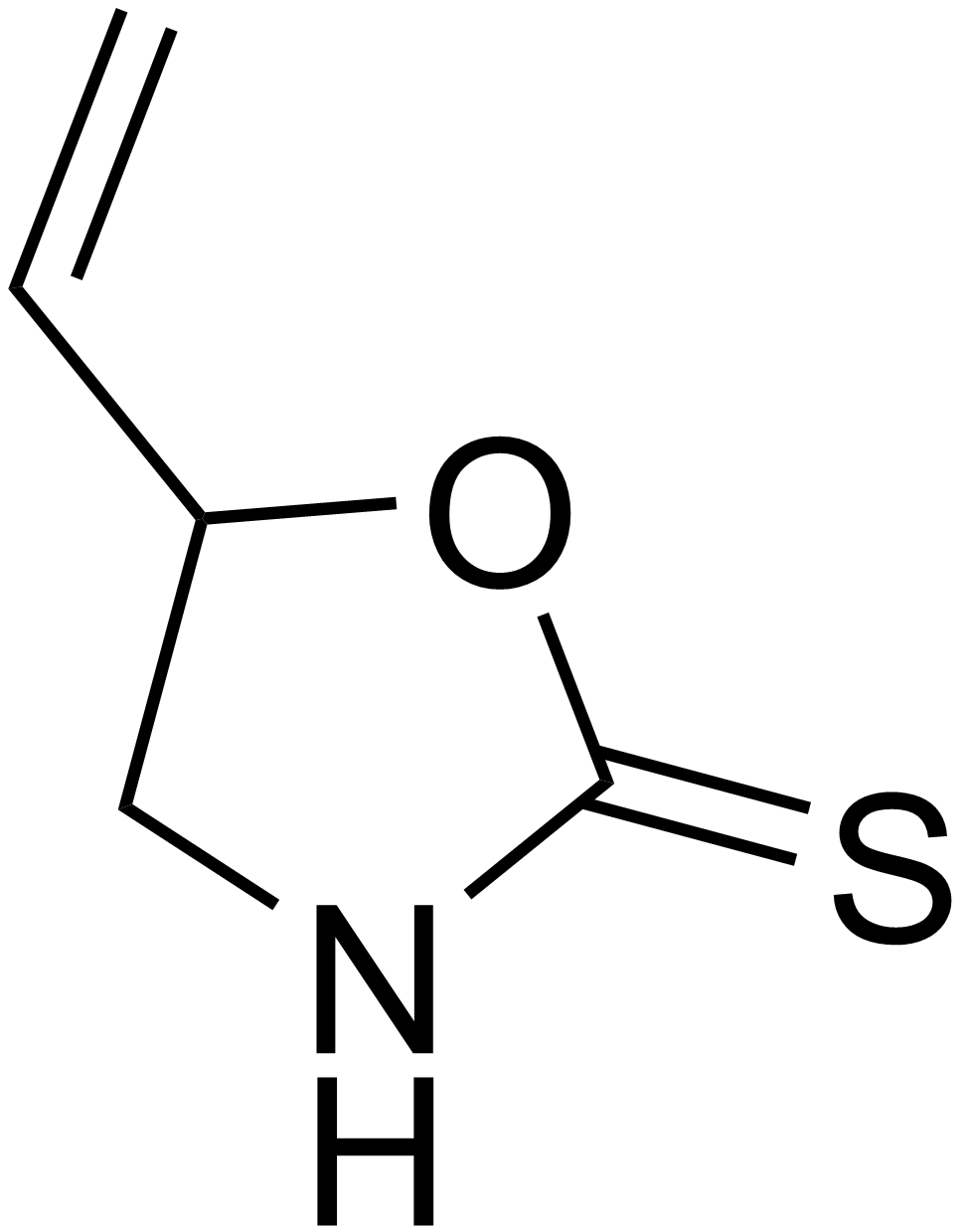
Estructura química de la goitrina

Algunos tiocarbamatos pueden presentarse de forma natural. La goitrina es un tiocarbamato cíclico que se encuentra en algunas verduras.La goitrina es un bociógeno muy poderoso que impide el aprovechamiento orgánico del yodo. En consecuencia, este oligoelemento no se emplea para la síntesis de hormona tiroidea y ésta puede ser la causa del desarrollo de problemas del tiroides (bocio grave, cretinismo y otros trastornos por deficiencia). Puesto que los tiocarbamatos son muy sensibles al calor, el consumo de estas verduras cocinadas no supone riesgo para la salud, ni siquiera para quienes tienen trastornos del tiroides.

## Aplicaciones
Algunos tiocarbamatos, igual que otros carbamatos  y ditiocarbamatos, tienen actividad herbicida. Los herbicidas a base de tiocarbamato (por ejemplo, prosulfocarb ) se introdujeron en 1957 y en 2017 representaban un mercado de 200.000.000 de dólares.Algunos herbicidas como el Otros herbicidas tiocarbámicos relacionados incluyen el vernolato, (C3H7)2 NCOSC3H7 , dialato,(i-C3H7)2 NCOSCH2CCl=CHCl  y trialato, (i-C3H7)2 NCOSCH2CCl=CCl2 tienen importante actividad específica contra las gramíneas, siendo muy activos contra la avena loca, Alpecurus y Agrostis.
Otros tiocarbamatos, como el tonaftato y tolciclato tienen propiedades antigúngidas, actuando como fungicidas o fungistáticos, siendo eficaces contra dermatofitos, sobre todo Trichophyton rubrum, propiedad que comparte con liranaftato.Tienen utilidad en la preparación de medicamentos de uso tópico para el tratamiento de las micosis cutáneas. 

## Toxicología
Algunos tiocarbamatos, como el tiocarbamato de O-isobutilo y N-etoxicarbonilo (éster etílico del ácido [(2-metilpropoxi)tioxometil]carbámico)  se supone que es un carcinógeno para el hombre en base a la existencia de pruebas en animales y se considera que induce mutaciones hereditarias en las células germinales humanas.